# ジョヴァンニ・ディ・ドゥラッツォ

ジョヴァンニ・ディ・ドゥラッツォの紋章

ジョヴァンニ・ディ・ドゥラッツォ（Giovanni di Durazzo, 1294年 - 1336年4月5日）は、ナポリ王カルロ2世と王妃マリア・ドゥンゲリアの末息子で、アンジュー＝シチリア家の分枝アンジュー＝ドゥラッツォ家の祖。グラヴィーナ伯（1315年 - 1336年）、ドゥラッツォ公（1332年 - 1336年）、アカイア公（1322年 - 1332年）。ジョヴァンニ・ディ・グラヴィーナ（Giovanni di Gravina）、ジョヴァンニ・ダンジョ（Giovanni d'Angiò）とも。兄にハンガリー王位請求者カルロ・マルテッロ、ナポリ王ロベルト、ターラント公フィリッポ1世らがいる。

## 生涯
1318年、アカイア女公マオー・ド・エノー（アカイア女公イザベルの娘）と結婚したが、1321年解消した。アカイア公位はマオーから没収され、兄ナポリ王ロベルトを経て、1322年にジョヴァンニに与えられた。
1321年に結婚した2番目の妻アニェス・ド・ペリゴールとの間に4男をもうけた。
- ステファーノ（? - 1380年）
- カルロ（1323年 - 1348年） - ドゥラッツォ公。ナポリ女王ジョヴァンナ1世の妹マリア・ディ・カラブリアと結婚。ナポリ王カルロ3世妃マルゲリータ・ディ・ドゥラッツォの父。
- ルイージ（1324年 - 1362年） - グラヴィーナ伯。ナポリ王カルロ3世の父。
- ロベルト（1326年 - 1356年）